# Bernardino Peyron
Bernardino Peyron (Vercelli, 1818 – Torino, 1903) è stato un filologo e bibliotecario italiano.
Fu professore di Lettere all'Università di Torino, Vicedirettore della Biblioteca Nazionale (1860-71) e bibliotecario onorario della stessa, vicepresidente della Accademia delle Scienze, Presidente della Classe Scienze morali, storiche e filologiche e prosecutore delle ricerche scientifiche su antichi codici dello zio Amedeo Peyron.
Tra le diverse opere e studi vanno menzionati Papiri greci del Museo britannico di Londra e della Biblioteca Vaticana del 1841 e lo Psalterii copto-hebraici specimen del 1876. Alla sua opera si debbono i cataloghi dei manoscritti ebraici (1880) ed italiani (1904) posseduti dalla biblioteca torinese.